# 阮高
阮高（1510年—？），字思抑，大寧都司保定中衛人，官籍，明朝政治人物。

## 生平
嘉靖十三年（1534年）甲午科順天府鄉試第十一名舉人，十七年（1538年）中式戊戌科會試第二百二十九名，三甲第一百七十九名進士。二十八年官河南鈞州知州。曾任濟南府同知。

## 家族
曾祖阮璿，都指揮使；祖父阮洪；父阮泰。母李氏。慈侍下。兄阮登。